# Josée Nahi
Estelle Marie Josée Nahi (Diégonéfla, 29 maggio 1989) è una calciatrice ivoriana, attaccante del Gyeongju KHNP e della nazionale ivoriana.

## Carriera

### Club
Dopo aver giocato all'inizio della carriera in Costa d'Avorio, vestendo dal 2006 al 2009 la maglia delle Amazones de Koumassi trasferendosi in seguito al Omness de Dabou, dove giocò fino al 2013, nel 2013 decide di trasferirsi all'estero accettando la proposta dello Spartak Subotica assieme alla connazionale Ines Nrehy per giocare in Serbia in Super liga ženska, il massimo livello del campionato di calcio femminile serbo. Con lo Spartak al suo primo anno in terra croata conquista campionato e coppa, mettendosi in luce durante le qualificazioni alla fase finale della UEFA Women's Champions League 2013-2014 e dove contribuisce a far raggiungere alla squadra i sedicesimi di finale, eliminate dalle russe del Rossijanka.
Durante il calciomercato estivo 2014 viene contattata dalla dirigenza dello Zvezda 2005 Perm' con il quale sottoscrive un accordo per trasferirsi a Perm' per giocare in Vysšij Divizion, massimo livello del campionato russo, e rimanendovi fino al termine della stagione 2015 vincendo due campionati consecutivi, 2014 e 2015, e la Coppa di Russia 2015. In questo periodo ha l'occasione di partecipare nuovamente alla Champions League, condividendo l'accesso agli ottavi di finale della stagione 2015-2016 e dove è autrice dell'unica rete della squadra russa nella partita di andata persa 2-1 in casa dello Slavia Praga.
Prima dell'inizio del campionato 2016 si trasferisce al Rossijanka, contribuendo a far vincere alla società di Krasnoarmejsk il suo quinto titolo nazionale. In virtù del secondo posto nel campionato 2016, la squadra accede alla UEFA Women's Champions League 2016-2017, dove Nahi contribuisce al superamento dei sedicesimi di finale siglando una delle due reti con cui la squadra russa supera le bosniache dell'SFK 2000, ma viene eliminata agli ottavi dalle tedesche del Bayern Monaco.
Dopo l'eliminazione dal torneo per club UEFA, ritenendo conclusa la sua collaborazione con il Rossijanka decide di trasferirsi ancora una volta in un campionato estero, sottoscrivendo un accordo con l'Arna-Bjørnar per giocare in Toppserien, massimo livello del campionato norvegese, dalla stagione 2017, facendo il suo debutto il 22 aprile, alla seconda giornata di campionato, e siglando la sua prima rete il 23 maggio, quella del parziale 2-0 sulle avversarie del Kolbotn, incontro poi terminato 3-0..

### Nazionale
Nahi viene selezionata per vestire la maglia della nazionale ivoriana durante le fasi di qualificazione all'edizione 2012 del campionato africano femminile di calcio, e che riesce a qualificarsi per la fase finale dove viene inserita nel Gruppo B con Camerun, Etiopia e Nigeria. In quella fase Nahi il 1º novembre 2012 segna all'Estadio de Bata, Bata, Guinea Equatoriale, la rete del momentaneo pareggio siglata al 18' nella partita poi persa per 4-1 con il Camerun. Alla conclusione della fase eliminatoria la Costa d'Avorio non riesce ad accedere però alla fase finale.
Nahi, oramai stabilmente in rosa, viene chiamata anche per le qualificazione all'edizione 2014 del campionato africano, fase che determina anche l'accesso al Mondiale di Canada 2015. Superate le qualificazioni a spese della Guinea Equatoriale, inserita nel Gruppo A riesce ad ottenere il secondo posto dietro la Nigeria e l'accesso alle semifinali. Battuta dal Camerun, la nazionale ivoriana riesce a superare il Sudafrica nella finale per il terzo posto ed ottenere la storica qualificazione della Costa d'Avorio ad un campionato mondiale femminile di calcio.
Durante il torneo va a segno nella partita giocata con la Thailandia durante la fase a gironi, siglando all'88' la rete che accorcia le distanze con le asiatiche nell'incontro poi conclusosi per 3-2.

## Palmarès

### Club

#### Competizioni nazionali
- Campionato russo: 3

Zvezda 2005 Perm': 2014, 2015
Rossijanka: 2016
- Campionato serbo: 1

Spartak Subotica: 2013-2014
- Coppa russa di calcio femminile: 1

Zvezda 2005 Perm': 2015
- Coppa di Serbia femminile: 1

Spartak Subotica: 2013-2014